# Vizcondado de Belloch (previo)
El Vizcondado de Belloch (en catalán: Bell-lloch) fue un título nobiliario español, un Vizcondado previo creado por el Archiduque Carlos de Austria en 1705 a favor de Ramón de Belloch y de Macip, Vedruna y de Belloch, antes de concederle la dignidad de conde de Belloch, la cual le fue otorgada el 18 de agosto de 1707. En virtud de su naturaleza de Vizcondado previo, el título se suprimió cuando el Condado de Belloch le fue entregado al beneficiado.
No debe confundirse con otro título de igual denominación, el Vizcondado de Belloch, creado el 17 de mayo de 1924 por el rey Alfonso XIII, esta vez con carácter perpetuo y hereditario, a favor de Francisco Javier de Mercader y de Zufía, General de División de Caballería, Gobernador de Sevilla e Inspector de las Fuerzas de Caballería en Barcelona.